# Monotype (machine)
Pour les articles homonymes, voir Monotype.

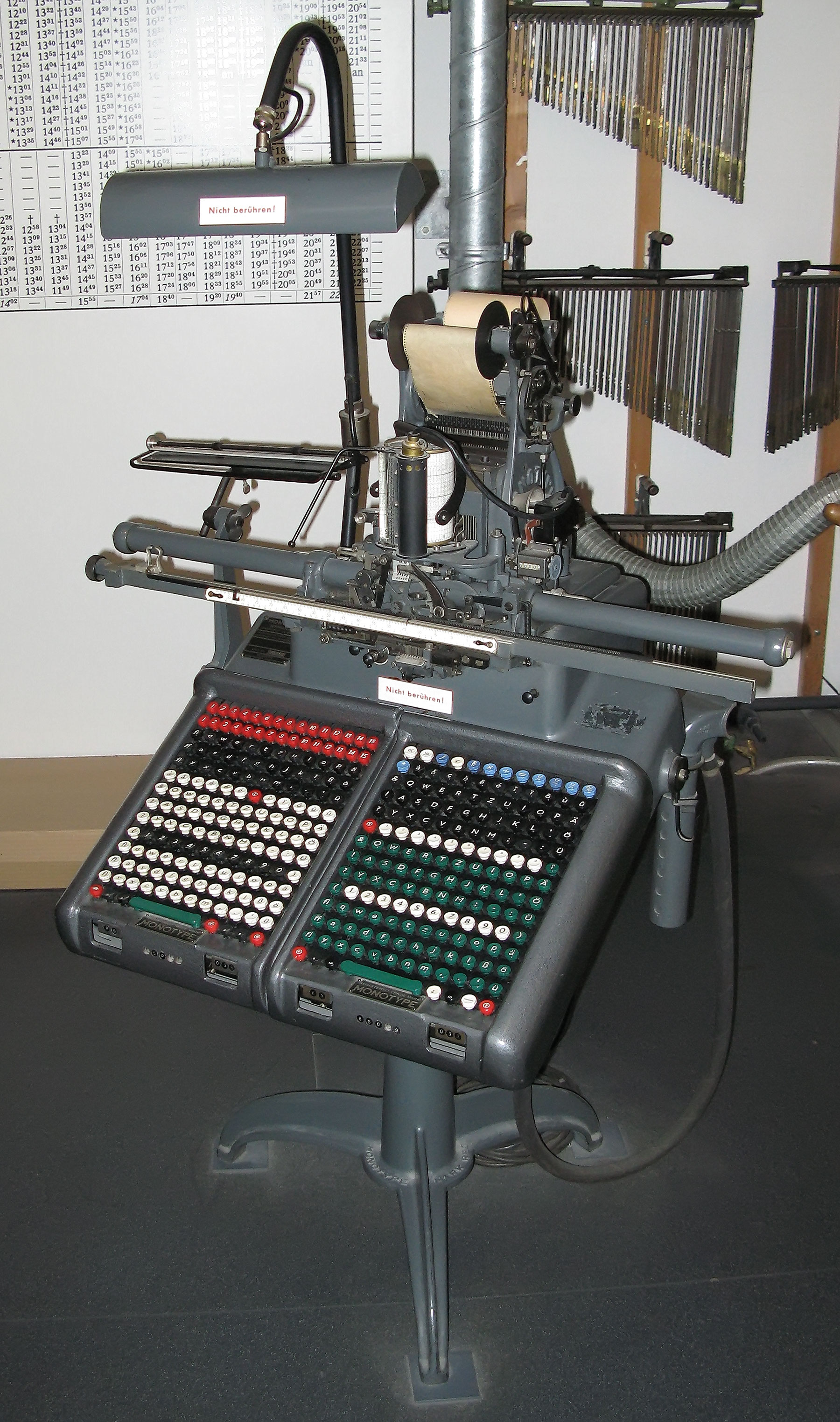
Clavier de composition d'une Monotype modèle D.

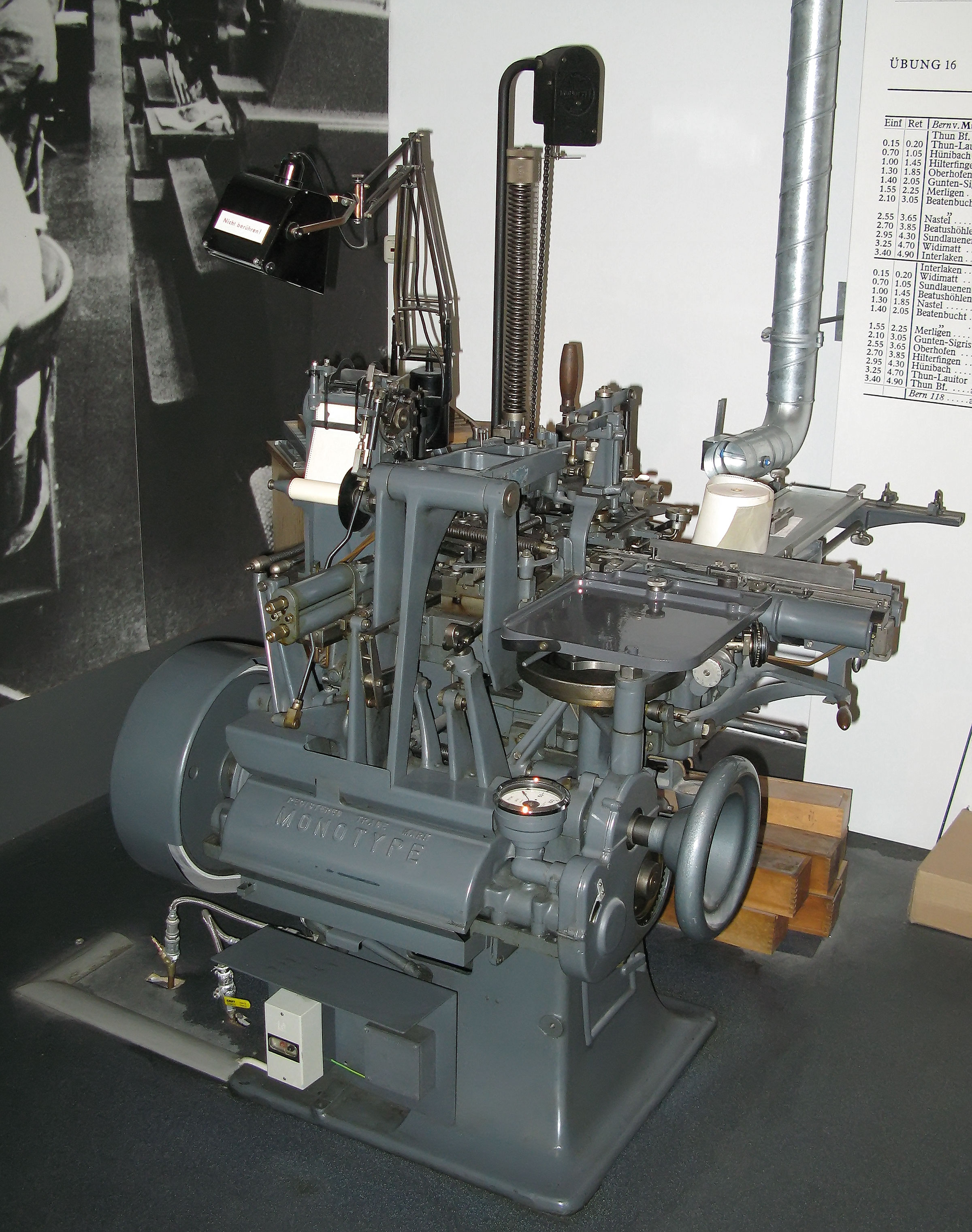
Machine Monotype de fonte des caractères.

La Monotype est une machine de composition d'imprimerie, inventée en 1887, par l'ingénieur américain Tolbert Lanston (en). Dans l'histoire de l'imprimerie, elle constitue un chaînon entre la typographie manuelle et la photocomposition.

## Principe
Contrairement à la Linotype, les étapes de composition et de fonte sont séparées dans la monotype. Le typographe chargé de la composition saisit chaque caractère et signe du texte sur un clavier, qui le convertit en un enregistrement par bande perforée. C'est aussi à ce niveau que la justification est résolue par l'opérateur. Le typographe peut choisir une grande variété de tailles de caractères.
La fondeuse est une machine séparée du clavier ; à la différence de la Linotype, la Monotype ne coule pas des lignes-bloc, mais des caractères individuels, ce qui permet éventuellement d'intervenir encore en cas d'erreur de saisie, à l'aide d'une pince typographique. La bande perforée donne la dimension des espaces, ou « blancs typographiques » à couler. Il faut ensuite placer les caractères composant la ligne dans une galée pour former la ligne qui sera encrée.
Le plomb typographique en fusion (un alliage de plomb, d'étain et d'antimoine) produisait des vapeurs nocives et provoquait des cas de saturnisme. Le fait de séparer le clavier de la fondeuse protégeait l'opérateur des effets nocifs du creuset. Plus tard, les Linotypes seront également équipées de lecteurs de bandes perforées.
Un autre avantage de la Monotype résidait dans la possibilité d'éditer le texte manuellement : en cas de faute de frappe, il était possible de remplacer manuellement un caractère fraîchement fondu par un autre, puisque contrairement à la Linotype, les caractères de la Monotype n'étaient pas solidaires. En effet, si une ligne-bloc Linotype contenait une coquille, il fallait recommencer toute la ligne-bloc, voire toutes les lignes-blocs constituant la suite du paragraphe (si la correction initiale dépassait la longueur de la ligne-bloc incriminée).
En revanche, la Linotype avait l'avantage de produire des lignes-blocs faciles à empiler et à déplacer en cours de mise en page, ce qui rendait ce procédé particulièrement utile dans la presse quotidienne. La Monotype était donc privilégiée dans l'édition d'ouvrages de qualité.
Outre la fondeuse Monotype standard, la société Monotype a distribué la Monotype-Supra, qui permet de couler des lettres jusqu'à la taille de 72 pt dd et de créer des poinçons en alphabet Braille. La première série, dite Type A, n'a sans doute jamais été installée en Europe. Le premier modèle arrivé sur le continent est le Type C. À partir de 1910, c'est le Type D qui a connu la plus grande diffusion.
Une Monotype permet d'éditer 8 000 caractères à l'heure (et même près de 10 000 pour les derniers modèles).
La Monotype a été rapidement dépassée en tant que technique d'impression par les progrès de la photocomposition, mais, dans certains ateliers, elle a survécu jusqu'à l'époque de la PAO. Dans les débuts de la photocomposition, la société américaine produisit une Monophoto qui, au lieu de composer des assemblages de caractères, permettait de composer une page de photo[pas clair] en utilisant encore le codage par bande de papier.

## Destin de la société Monotype
La Lanston Monotype Machine Company, fondée en 1887 fut, après plusieurs changements de nom (par ex. Monotype Typography), rachetée en 1998 par la société Agfa-Gevaert. L'année suivante, le département Mécanographie et Typographie fut disjoint pour former la filiale Agfa Monotype. La majorité des actions d'Agfa Monotype 2004 a été vendue au fonds d'investissement TA Associates, sous le nom de Monotype Imaging Inc.
Les parts de marché de Monotype Imaging sont la distribution et le dépôt de brevet de polices de caractères, le développement de modules d'impression et d'émulateurs pour visualiser des fontes numériques, en particulier pour le compte de fabricants de matériels embarqués ou d'appareils portatifs (par ex. les téléphones mobiles).
Monotype Imaging fit l’acquisition de plusieurs sociétés, parmi lesquelles Ascender Corporation .
Depuis août 2006, Linotype GmbH (Bad Homburg) est la propriété d'un groupement d'investisseurs.